# Knute Heldner
Sven August Knut (Knute) Heldner, född 10 juni 1877 i Vederslöv, Kronobergs län, död 5 november 1952 i New Orleans, var en svensk-amerikansk målare.
Han var son till backstugusittaren Sven Magnusson och Johanna Magnidotter samt gift med Collette Pope. Heldner utvandrade som fattig emigrant till Amerika omkring 1902-1906 beroende på vilken källa som används. Efter att han vistats i flera olika orter bosatte han sig slutligen i Minnesota. För sin försörjning arbetade han inom en rad yrken bland annat som skomakare, stensättare, gruvarbetare och timmerhuggare. På sin fritid tecknare han av miljöer, arbetskamrater och föremål samt händelser som utspelat sig under dagen. Hans teckningar uppmärksammades och flera i hans omgivning rekommenderade honom att satsa på sin konstnärliga begåvning. Han studerade konst en kortare tid vid Minneapolis School of Art. Han debuterade offentligt som konstnär vid Minnesota State Exposition 1914 och belönades då med en guldmedalj. Han betraktades som en framstående landskapsmålare men nådde sin största framgång med sina realistiska målningar från det hårda arbetslivet. Som exempel kan nämnas målningen Skogsarbetarens likfärd som väckte både uppmärksamhet och debatt efter att den visades på en konstutställning i Chicago 1924. En av hans mer märkliga genremålningar köptes av Minnesota republikanska statskommitté som gåva till USA:s dåvarande president Warren G. Harding. Han reste 1929 till Frankrike för att studera Europeisk konst och via Tyskland gjorde han ett återbesök i Sverige 1930 innan han återvände till Amerika och sin nya bostad i New Orleans. I Sverige var han representerad med målningen En arbetets martyr vid en utställning i Göteborg 1923 och Gummesons konsthall visade en separatutställning med hans verk 1931. Helmer är representerad vid ett flertal amerikanska museum bland annat vid National Gallery of Art och Smithsonian American Art Museum samt vid flera offentliga institutioner.